# Бициклизам на Медитеранским играма 2013.
Бициклистичка такмичења у Мерсину на Медитеранским играма 2013. одржана су од 21.а до 23. јуна на булевару Аднан Мендерес. Такмичења су одржана у две категорије и само код мушкараца, јер је женска друмска трка отказана због малог броја пријављених такмичара.

## Друмски бициклизам
| Дисциплина                      | Злато | Злато | Сребро | Сребро | Бронза | Бронза |
| Друмска трка за мушкарце детаљи |       |       |        |        |        |        |
| Хронометар за мушкарце детаљи   |       |       |        |        |        |        |